# Группа сил специального назначения Японии
Группа сил специального назначения Японии (яп. 特殊作戦群 токусюсакусэнгун) — контртеррористический отряд сухопутных сил самообороны Японии, образованный Управлением национальной обороны с целью обеспечения антитеррористической безопасности и предотвращения партизанской войны на территории Японии, а также проведения военных операций против партизан или вражеских диверсантов (как это делает 1-я воздушно-десантная бригада). Штабом служит гарнизон Нарасино в центральном городе Фунабаси, где базируется и 1-я воздушно-десантная бригада. Ранее группа называлась Группой специальных операций.
Группа сил специального назначения считается японским аналогом американского отряда «Дельта» в связи со своей специализированной ролью в Сухопутных силах самообороны Японии; более того, военнослужащие отряда «Дельта» оказали Сухопутным силам помощь при образовании Группы. Гражданским аналогом Группы является Специальная штурмовая команда из Национального полицейского агентства Японии.

## История
В 1998 году Управление национальной обороны Японии предложило создать подразделение по борьбе против терроризма в составе Сухопутных сил самообороны Японии, куда вошли бы лучшие солдаты 1-й воздушно-десантной бригады, обученные инструкторами «Дельты». Два взвода были выведены из бригады как основа будущего подразделения: взводы G (формирование) и S (исследовательский).
В 2003 году был завершён процесс образования отряда после трёх лет обучения. Структура Группы основана на структуре «Дельты» и «Зелёных беретов». 27 марта 2004 года Управление национальной безопасности официально включило Группу специальных операций в Сухопутные силы самообороны как антитеррористическое подразделение. В 2005 году четыре оперативника Группы были направлены в Ирак для охраны командира японского контингента в Ираке.
28 марта 2007 года Группа объединилась с 1-й воздушно-десантной бригадой, 1-й вертолётной бригадой и 101-м охранным отрядом в Силы центральной готовности.
С 26 марта 2008 года называется Группой сил специального назначения. 18 января 2018 года оперативники провели показательные учения в присутствии премьер-министров Австралии и Японии.

## Структура
- Командир (полковник)
- Офицеры (подполковники)
- Штаб
  - 1-й отдел (общие вопросы)
  - 2-й отдел (разведка)
  - 3-й отдел (планирование)
  - 4-й отдел (поддержка)
- Управление штабом (три майора)
- 1-я рота
  - Штаб роты
  - 1-й взвод (десантирование с большой высоты)
    - Отделения и группы (штурмовые, снайперские)

  - 2-й взвод (действия на море)
  - 3-й взвод (действия в горах)
  - 4-й взвод (в городских условиях)
- 2-я рота
- 3-я рота
- Учебная часть

Взводы находятся под командованием лейтенантов, роты — под командованием майоров. Штабные рота и взводы под её командованием также разбросаны по 2-й и 3-й ротам группы.

## Обучение
Потенциальные рекруты выбираются из числа рейнджеров, особенно из 1-й воздушно-десантной бригады. Отсюда все военнослужащие группы являются опытными десантниками. Дополнительное обучение по специальности 1-й взвод проходит под руководством инструкторов этой бригады, а 2-й взвод — под руководством инструкторов морских сил самообороны. Обучение проводится в Нарасино, где также бойцы учатся рукопашному бою.
С целью обеспечения конфиденциальности и безопасности личного состава лица бойцов всегда скрыты балаклавами и без разрешения командиров никто не имеет права разглашать персональные данные бойцов. Определённые зоны лагеря в Нарасино закрыты для посторонних лиц без наличия соответствующего разрешения.

## Оружие

### Автоматы
- Colt M4A1 SOPMOD Block I:[12][13] гранатомёты типа M203, глушители типа QDSS-NT4[14]
- Тип 89[13]
- HK G36[15]
- HK416[15]
- HK417[15]
- FN SCAR[15]

### Пистолеты-пулемёты
- HK MP5SD6[13]
- HK MP7[13][14]
- Minebea PM-9[13]
- FN P90

### Пистолеты
- HK USP[13][14]

### Снайперские винтовки
- Remington M24[13]
- Barrett M82[16]

### Прочее
- ПЗРК Тип 91 «Кэйко»
- ПТРК Тип 01 LMAT
- Гранатомёт Howa 84RR
- Ручные гранаты

## Техника
Группа сил специальных операций пользуется бронеавтомобилями типа Комацу и джипами Toyota Mega Cruiser для перевозки и разведки. В плане мобильности им помогает 1-я вертолётная бригада, способная перебросить их на самолётах C-130 Hercules.

## В культуре
- В аниме-сериале «Врата: там бьются наши воины», созданном по мотивам манги «Gate», в нескольких эпизодах задействованы шесть оперативников Группы сил специального назначения, участвующие в боях против международных контингентов, бандитского подполья и Империи — антагонистов сериала.